# Риджвілл-Корнерс (Огайо)
Риджвілл-Корнерс (англ. Ridgeville Corners) — переписна місцевість (CDP) в США, в окрузі Генрі штату Огайо. Населення — 416 осіб (2020).

## Географія
Риджвілл-Корнерс розташований за координатами 41°26′20″ пн. ш. 84°15′19″ зх. д. / 41.43889° пн. ш. 84.25528° зх. д. (41.438753, -84.255364).  За даними Бюро перепису населення США в 2010 році переписна місцевість мала площу 2,37 км², уся площа — суходіл.

## Демографія
Згідно з переписом 2010 року, у переписній місцевості мешкало 435 осіб у 180 домогосподарствах у складі 125 родин. Густота населення становила 184 особи/км².  Було 188 помешкань (79/км²).
Расовий склад населення:
| - 94,9 % — білих - 2,5 % — осіб інших рас |

До двох чи більше рас належало 2,5 %. Частка іспаномовних становила 3,7 % від усіх жителів.
За віковим діапазоном населення розподілялося таким чином: 23,4 % — особи молодші 18 років, 59,1 % — особи у віці 18—64 років, 17,5 % — особи у віці 65 років та старші. Медіана віку мешканця становила 39,2 року. На 100 осіб жіночої статі у переписній місцевості припадало 106,2 чоловіків;  на 100 жінок у віці від 18 років та старших — 104,3 чоловіків також старших 18 років.
Середній дохід на одне домашнє господарство  становив 57 106 доларів США (медіана — 60 750), а середній дохід на одну сім'ю — 70 046 доларів (медіана — 64 438). Медіана доходів становила 43 500 доларів для чоловіків та 31 125 доларів для жінок. 
Цивільне працевлаштоване населення становило 225 осіб. Основні галузі зайнятості: освіта, охорона здоров'я та соціальна допомога — 32,0 %, транспорт — 15,1 %, публічна адміністрація — 14,7 %.